# Gmina Wiskitki
Die Gmina Wiskitki ist eine Stadt-und-Land-Gemeinde im Powiat Żyrardowski der Woiwodschaft Masowien in Polen mit 9850 Einwohnern. Ihr Sitz ist die gleichnamige Stadt mit etwa 1400 Einwohnern.

## Geographie

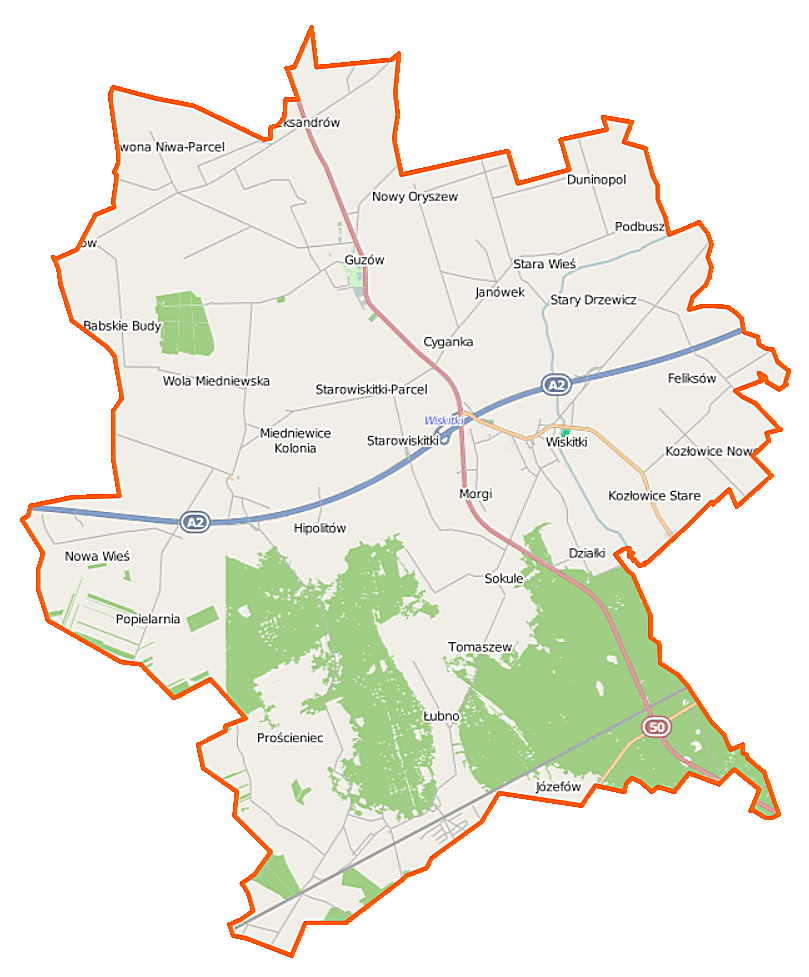
Karte der Gemeinde

Die Gemeinde grenzt im Südosten an die Kreisstadt Żyrardów und liegt etwa 40 Kilometer westlich von Warschau.

## Verwaltungsgeschichte
Die Landgemeinden Żyrardów-Wiskitki und Guzów wurden 1954 in Gromadas aufgelöst und diese 1973 zur Landgemeinde Wiskitki zusammengelegt. Ihr Gebiet kam 1948 vom Powiat Błoński zum Powiat Grodziskomazowiecki. Dieser wurde 1975 aufgelöst und die Gemeinde kam von der Woiwodschaft Warschau zur Woiwodschaft Skierniewice. Seit Januar 1999 gehört die Gemeinde zur Woiwodschaft Masowien mit Sitz in Warschau und zum Powiat Żyrardowski. Zum 1. Januar 2021 erhielt Wiskitki die 1870 entzogenen Stadtrechte wieder und die Gemeinde erhielt den Status einer Stadt-und-Land-Gemeinde.

## Gliederung
Zur Stadt-und-Land-Gemeinde Wiskitki gehören folgende Dörfer mit einem Schulzenamt (sołectwo):
Aleksandrów
Antoniew
Babskie Budy
Cyganka
Czerwona Niwa
Czerwona Niwa-Parcel
Duninopol
Działki
Feliksów
Franciszków
Guzów
Guzów-Osada
Hipolitów
Janówek
Jesionka
Józefów
Kamionka
Łubno
Miedniewice
Morgi
Nowa Wieś
Nowy Drzewicz
Nowe Kozłowice
Nowy Oryszew
Oryszew-Osada
Podbuszyce
Podoryszew
Popielarnia
Prościeniec
Różanów
Smolarnia
Sokule
Stara Wieś
Stare Kozłowice
Starowiskitki
Starowiskitki-Parcel
Stary Drzewicz
Tomaszew
Wiskitki
Wola Miedniewska
Kleinere Orte der Gemeinde sind die Weiler Babski Borek, Miedniewice-Gajówka, Sokule Drugie und Sokule Pierwsze. Ortsteile sind Kamionka Mała, Miedniewice-Kolonia, Miedniewice-Łąki, Miedniewice-Parcela, Siarkowiec und Stary Hipolitów:

## Verkehr
Westlich des Hauptortes kreuzt die in West-Ost-Richtung verlaufende Autostrada A2 die Landesstraße DK50.
In Jesionka liegen die Haltepunkte Jesionka und Sucha Żyrardowska an der Bahnstrecke Warszawa–Katowice. Der nächste Fernbahnhof ist Żyrardów, der nächste internationale Flughafen Warschau.